# Leichtathletik-Europameisterschaften 2016/800 m der Männer

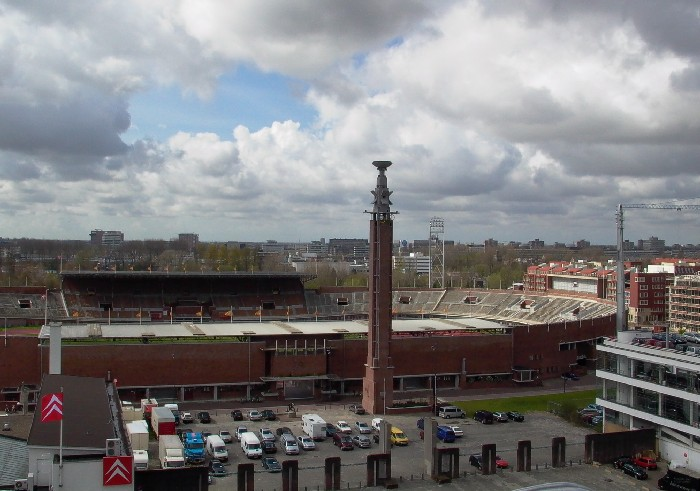
Das Olympiastadion in Amsterdam im Jahr 2005

Der 800-Meter-Lauf der Männer bei den Leichtathletik-Europameisterschaften 2016 wurde vom 7. bis 10. Juli 2016 im Olympiastadion der niederländischen Hauptstadt Amsterdam ausgetragen.
In diesem Wettbewerb erliefen die polnischen Mittelstreckenläufer einen Doppelsieg. Europameister wurde der Titelverteidiger und Vizeweltmeister von 2015 Adam Kszczot.
Silber ging an den Sieger von 2010 Marcin Lewandowski.
Der Brite Elliot Giles errang die Bronzemedaille.

## Bestehende Rekorde
| Weltrekord           | 1:40,91 min | David Lekuta Rudisha | OS London, Großbritannien | 9. August 2012  |
| Europarekord         | 1:41,11 min | Wilson Kipketer      | Köln, Deutschland         | 24. August 1997 |
| Meisterschaftsrekord | 1:43,84 min | Olaf Beyer           | EM Prag, Tschechoslowakei | 31. August 1978 |

Der bereits seit 1978 bestehende EM-Rekord wurde in den Rennen, die größtenteils auf einen Zielspurt ausgerichtet waren, auch bei diesen Europameisterschaften bei Weitem verfehlt. Die schnellste Zeit erzielte der polnische Europameister Adam Kszczot im Finale mit 1:45,18 min, womit er 1,34 s über dem Rekord blieb. Zum Europarekord fehlten ihm 4,07 s, zum Weltrekord 4,27 s.

## Legende
| DNS | nicht am Start (did not start) |

## Vorrunde
Die Vorrunde wurde in vier Läufen durchgeführt. Die ersten drei Athleten pro Lauf – hellblau unterlegt – sowie die darüber hinaus vier zeitschnellsten Läufer – hellgrün unterlegt – qualifizierten sich für das Halbfinale.

### Vorlauf 1
7. Juli 2016, 11:35 Uhr
| Platz | Name                  | Nation     | Zeit (min) |
| ----- | --------------------- | ---------- | ---------- |
| 1     | Pierre-Ambroise Bosse | Frankreich | 1:48,35    |
| 2     | Andreas Bube          | Dänemark   | 1:48,36    |
| 3     | Álvaro de Arriba      | Spanien    | 1:48,62    |
| 4     | Žan Rudolf            | Slowenien  | 1:48,72    |
| 5     | Musa Hajdari          | Kosovo     | 1:48,94    |
| 6     | Roman Yarko           | Ukraine    | 1:49,67    |
| 7     | Tigran Mkrtchyan      | Armenien   | 1:51,28    |

### Vorlauf 2

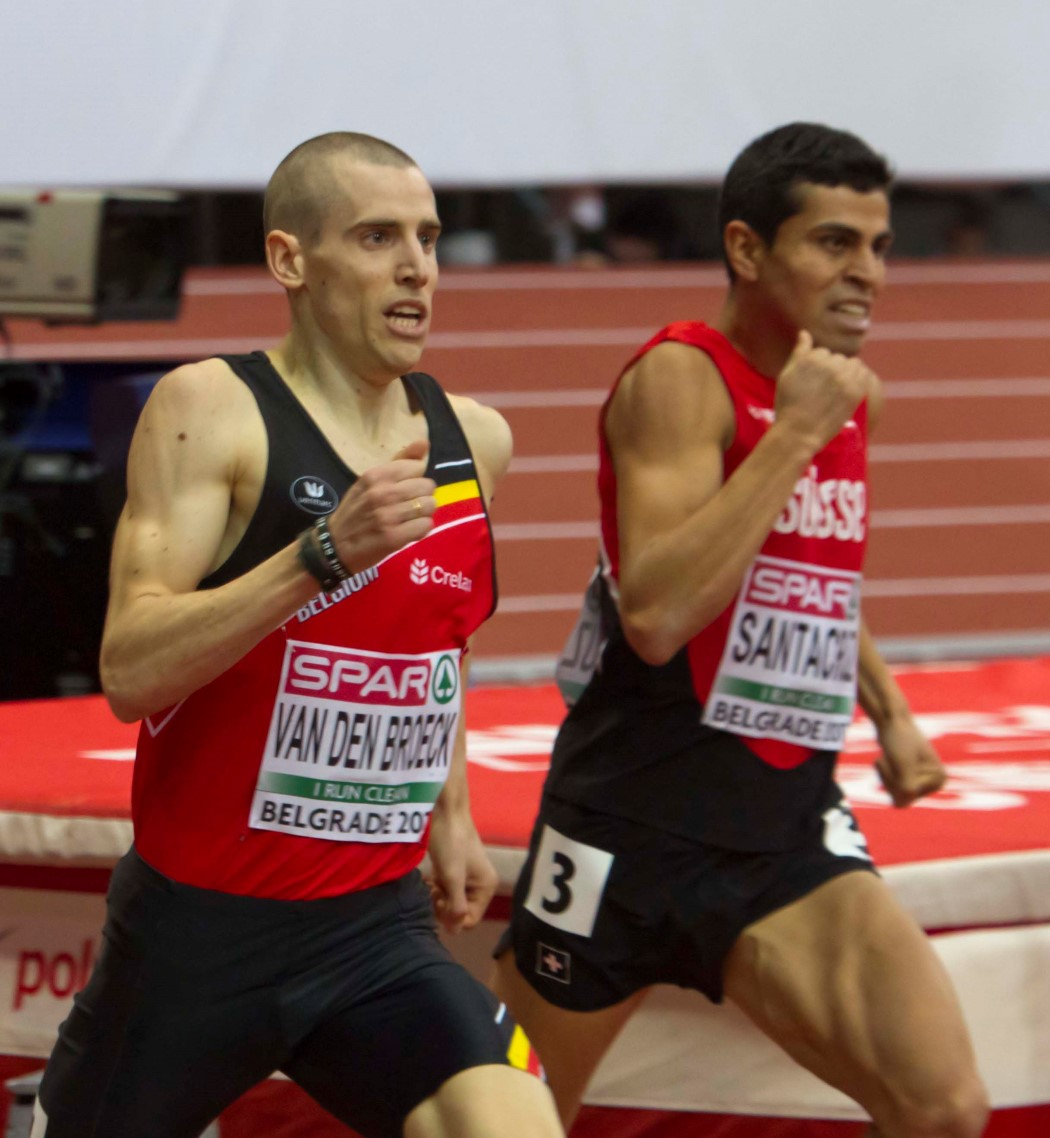
Als Vierter seines Vorlaufs verfehlte Hugo Santacruz (rechts) den Einzug ins Halbfinale um einen Rang

7. Juli 2016, 11:42 Uhr
| Platz | Name               | Nation         | Zeit (min) |
| ----- | ------------------ | -------------- | ---------- |
| 1     | Elliot Giles       | Großbritannien | 1:50,31    |
| 2     | Marcin Lewandowski | Polen          | 1:50,32    |
| 3     | Giordano Benedetti | Italien        | 1:50,74    |
| 4     | Hugo Santacruz     | Schweiz        | 1:51,00    |
| 5     | Sofiane Selmouni   | Frankreich     | 1:51,32    |
| 6     | Jan Petrač         | Slowenien      | 1:52,21    |
| DNS   | Kevin López        | Spanien        |            |

### Vorlauf 3

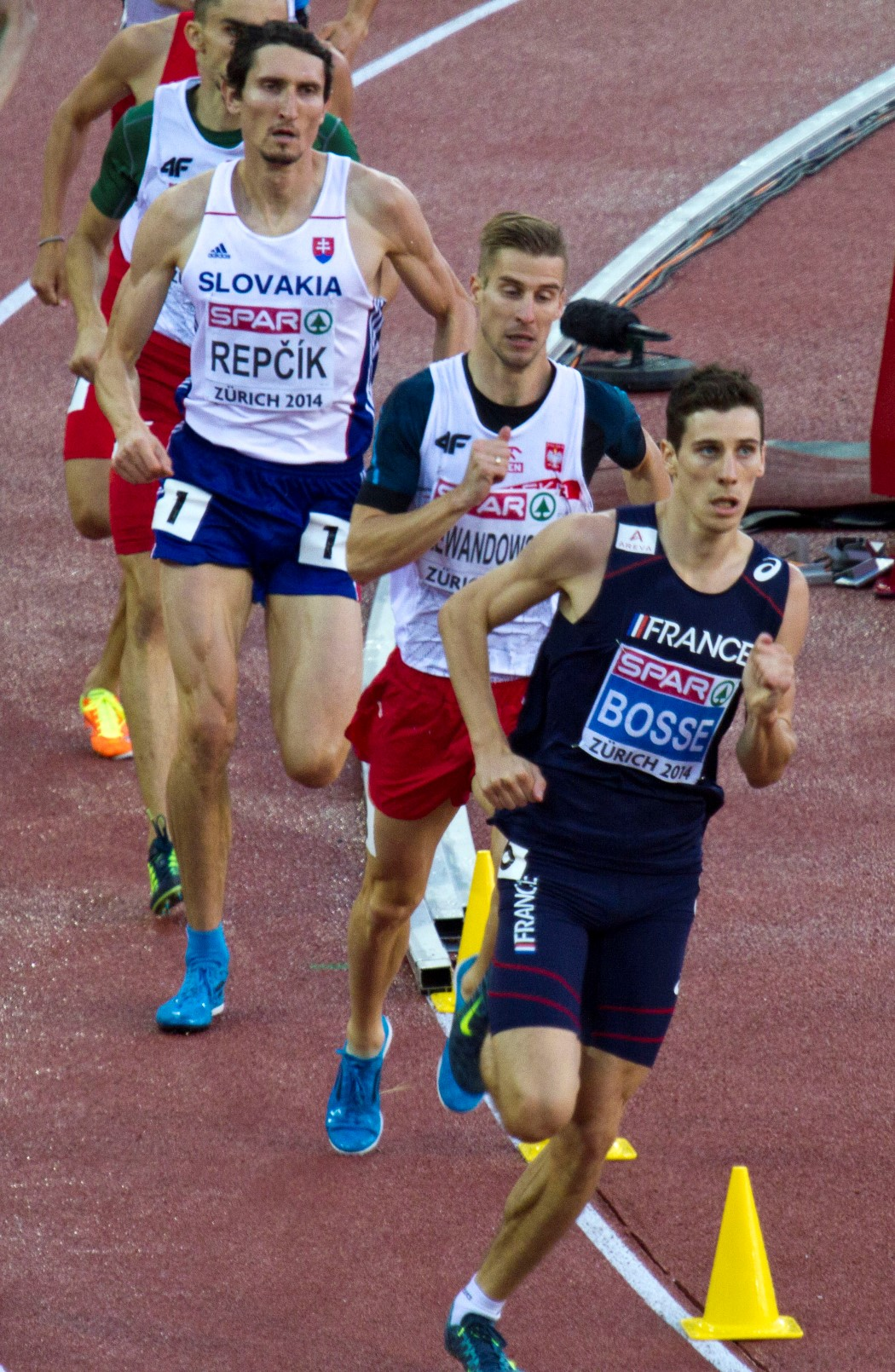
Jozef Repčík (Dritter von rechts) – mit Platz sieben ausgeschieden

7. Juli 2016, 11:49 Uhr
| Platz | Name            | Nation                  | Zeit (min) |
| ----- | --------------- | ----------------------- | ---------- |
| 1     | Thijmen Kupers  | Niederlande             | 1:46,48    |
| 2     | Amel Tuka       | Bosnien und Herzegowina | 1:46,94    |
| 3     | Benedikt Huber  | Deutschland             | 1:47,16    |
| 4     | Jacopo Lahbi    | Italien                 | 1:47,27    |
| 5     | Charles Grethen | Luxemburg               | 1:47,39    |
| 6     | Aaron Botterman | Belgien                 | 1:48,35    |
| 7     | Jozef Repčík    | Slowakei                | 1:49,32    |
| 8     | Karl Griffin    | Irland                  | 1:49,37    |

### Vorlauf 4

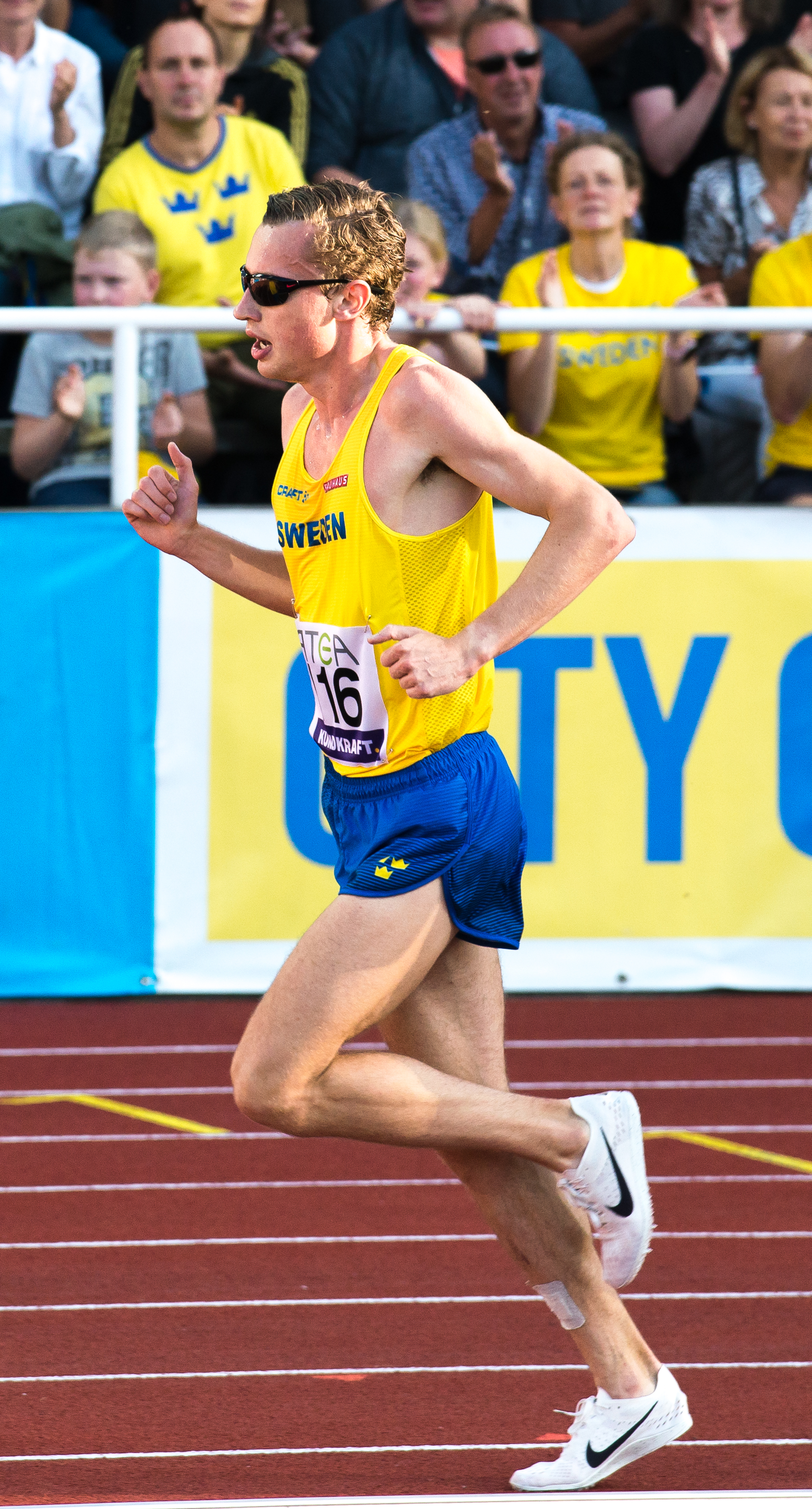
Sein vierter Platz im vierten Vorlauf reichte Kalle Berglund nicht zum Weiterkommen
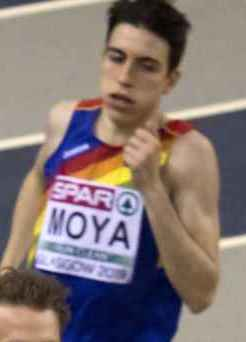
Pol Moya schied als Fünfter seines Vorlaufs aus
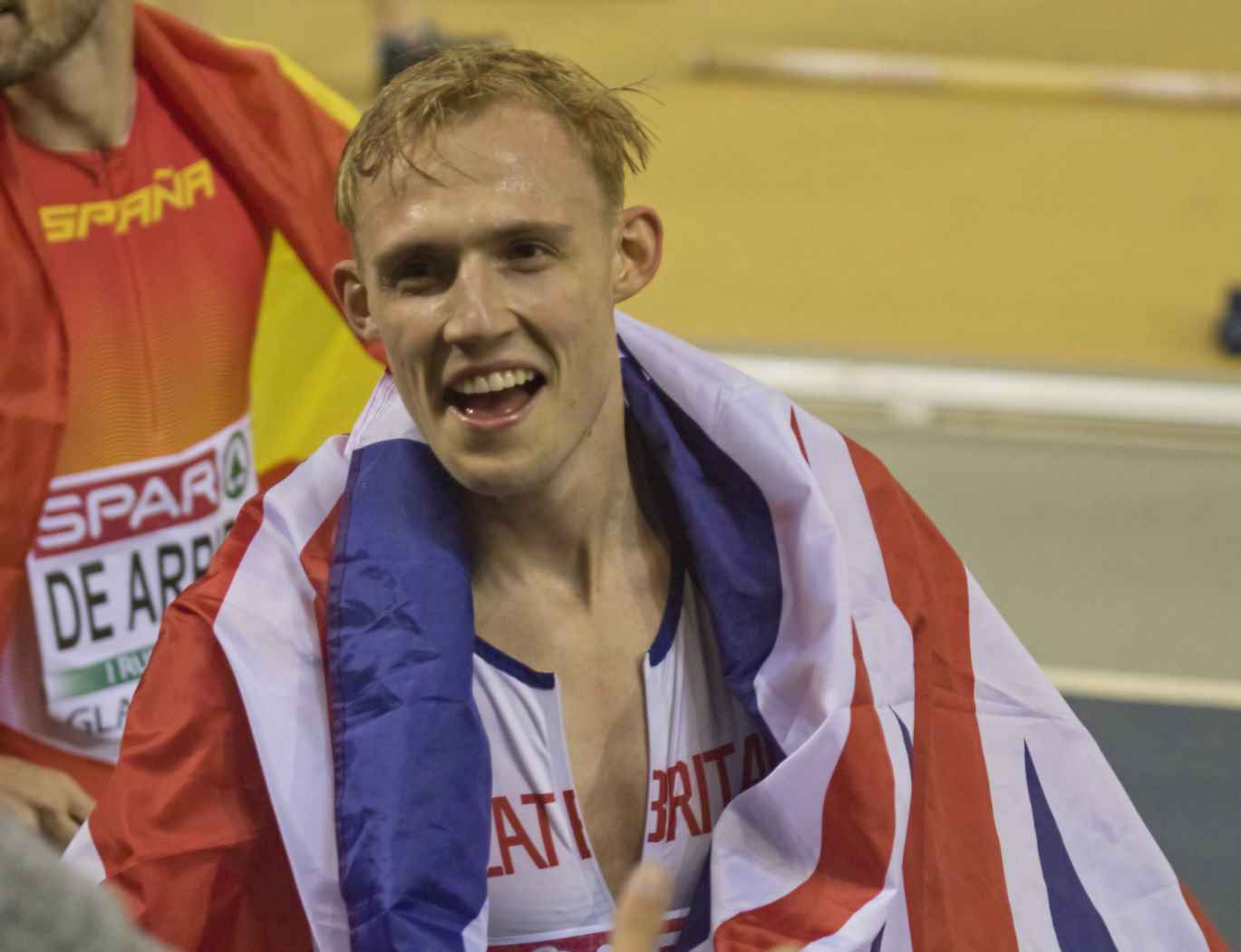
Jamie Webb scheiterte als abgeschlagener Letzter seines Rennens in der Vorrunde

7. Juli 2016, 11:56 Uhr
| Platz | Name           | Nation         | Zeit (min) |
| ----- | -------------- | -------------- | ---------- |
| 1     | Adam Kszczot   | Polen          | 1:49,38    |
| 2     | Daniel Andújar | Spanien        | 1:49,57    |
| 3     | Sören Ludolph  | Deutschland    | 1:49,59    |
| 4     | Kalle Berglund | Schweden       | 1:49,65    |
| 5     | Pol Moya       | Andorra        | 1:50,03    |
| 6     | Declan Murray  | Irland         | 1:50,10    |
| 7     | Brice Etès     | Monaco         | 1:50,53    |
| 8     | Jamie Webb     | Großbritannien | 1:53,75    |

## Halbfinale
In den beiden Halbfinalläufen qualifizierten sich die jeweils ersten drei Athleten – hellblau unterlegt – sowie die darüber hinaus zwei zeitschnellsten Läufer – hellgrün unterlegt – für das Finale.

### Lauf 1

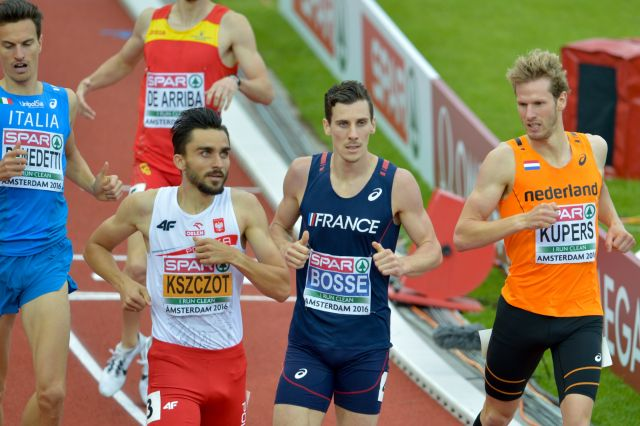
Zieleinlauf des ersten Semifinals
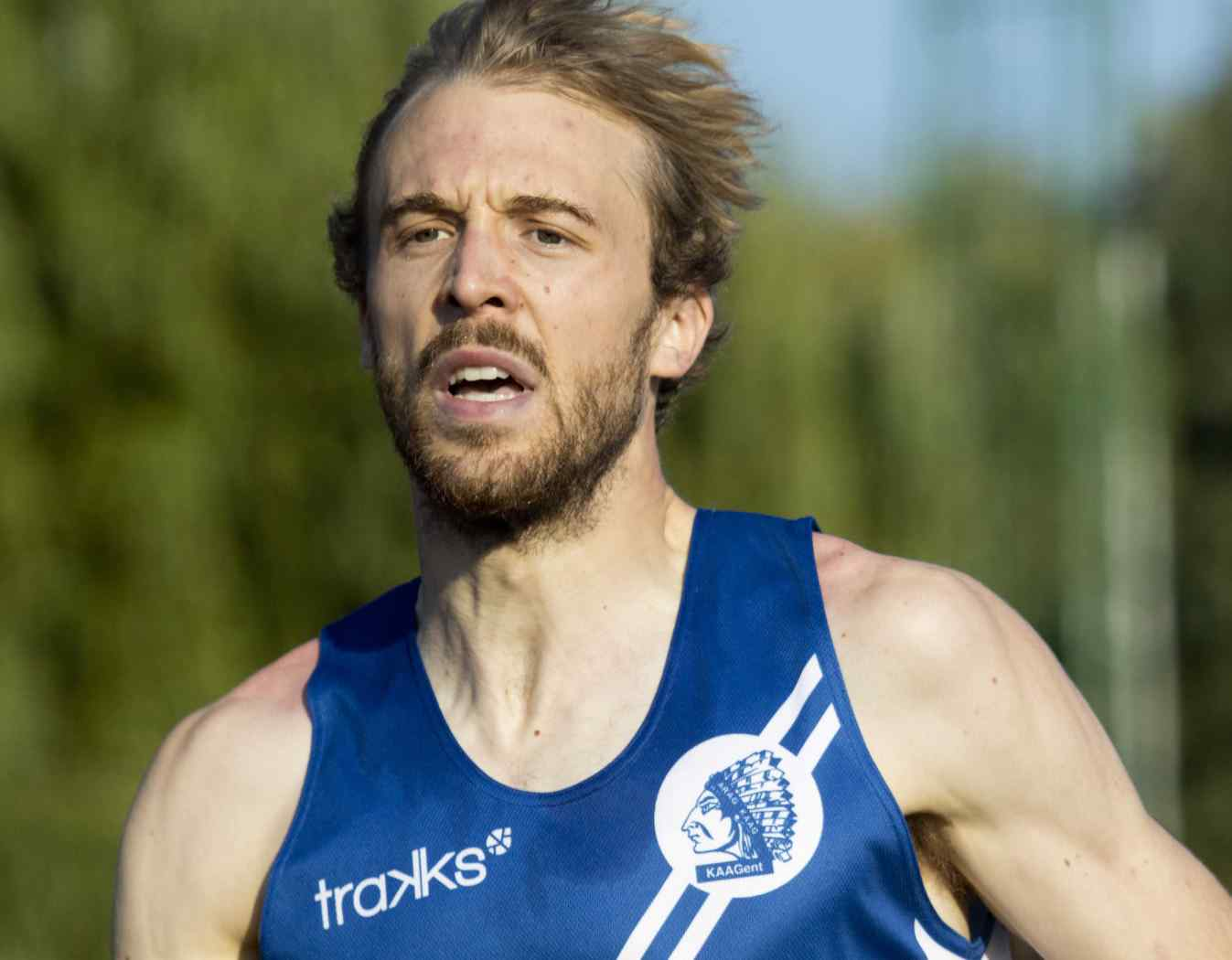
Aaron Botterman – ausgeschieden auf Rang sechs
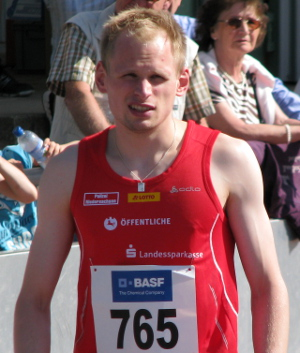
Sören Ludolphs siebter Rang reichte nicht für die Teilnahme am Finale
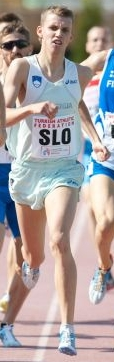
Žan Rudolf – als Achter nicht im Finale

8. Juli 2016, 18:35 Uhr
| Platz | Name                  | Nation      | Zeit (min) |
| ----- | --------------------- | ----------- | ---------- |
| 1     | Adam Kszczot          | Polen       | 1:46,32    |
| 2     | Pierre-Ambroise Bosse | Frankreich  | 1:46,45    |
| 3     | Thijmen Kupers        | Niederlande | 1:46,61    |
| 4     | Giordano Benedetti    | Italien     | 1:46,74    |
| 5     | Álvaro de Arriba      | Spanien     | 1:47,40    |
| 6     | Aaron Botterman       | Belgien     | 1:49,92    |
| 7     | Sören Ludolph         | Deutschland | 1:51.69    |
| 8     | Žan Rudolf            | Slowenien   | 1:54.49    |

### Lauf 2
8. Juli 2016, 18:43 Uhr
| Platz | Name               | Nation                  | Zeit (min) |
| ----- | ------------------ | ----------------------- | ---------- |
| 1     | Marcin Lewandowski | Polen                   | 1:47,16    |
| 2     | Amel Tuka          | Bosnien und Herzegowina | 1:47,16    |
| 3     | Elliot Giles       | Großbritannien          | 1:47,31    |
| 4     | Andreas Bube       | Dänemark                | 1:47,55    |
| 5     | Benedikt Huber     | Deutschland             | 1:47,56    |
| 6     | Daniel Andújar     | Spanien                 | 1:47,64    |
| 7     | Jacopo Lahbi       | Italien                 | 1:48,47    |
| 8     | Charles Grethen    | Luxemburg               | 1:49,40    |

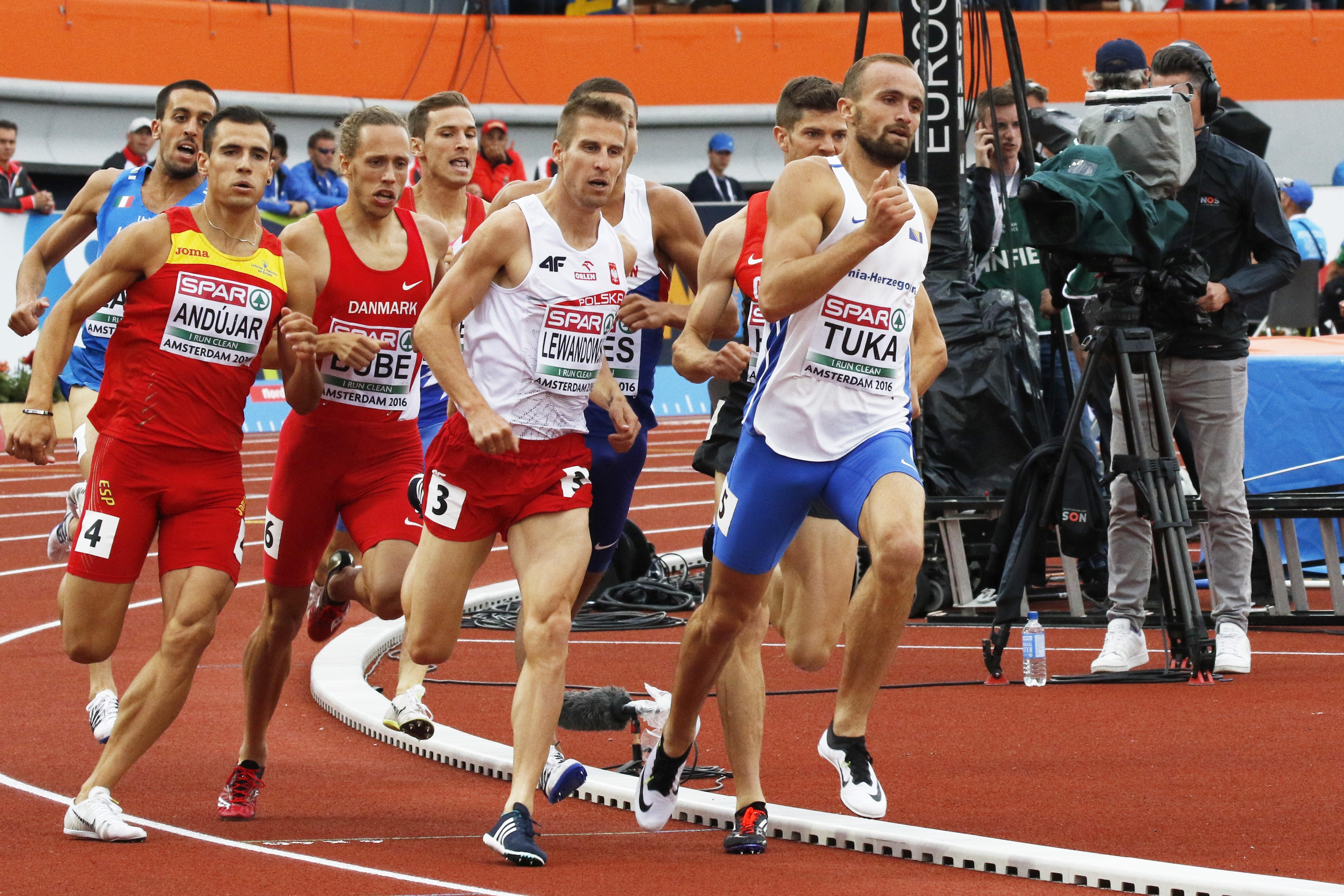
Zielkurve des zweiten Halbfinales

Im zweiten Halbfinale ausgeschiedene Läufer:

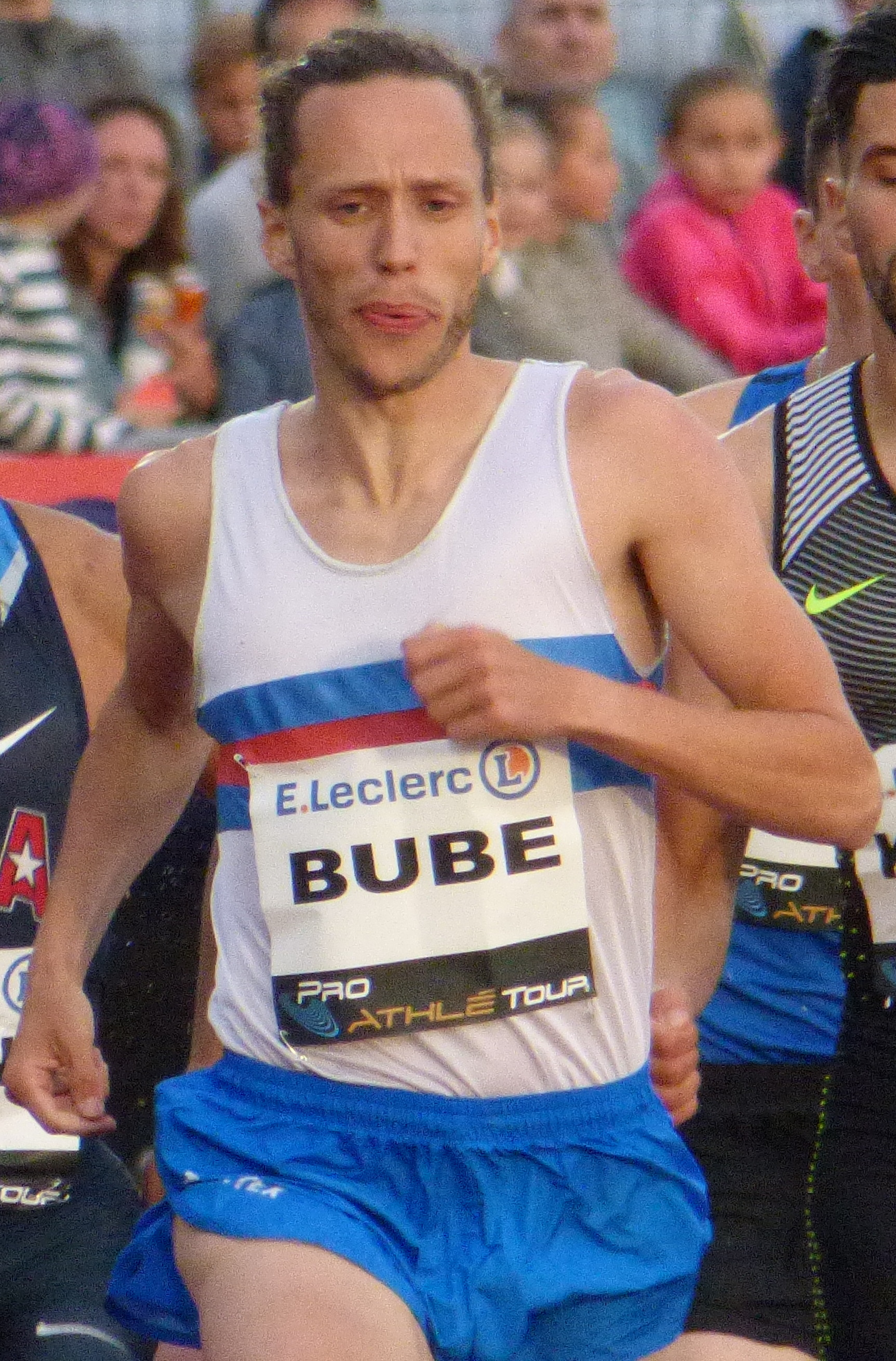
Andreas Bube (EM-Vierter 2014) – Rang vier
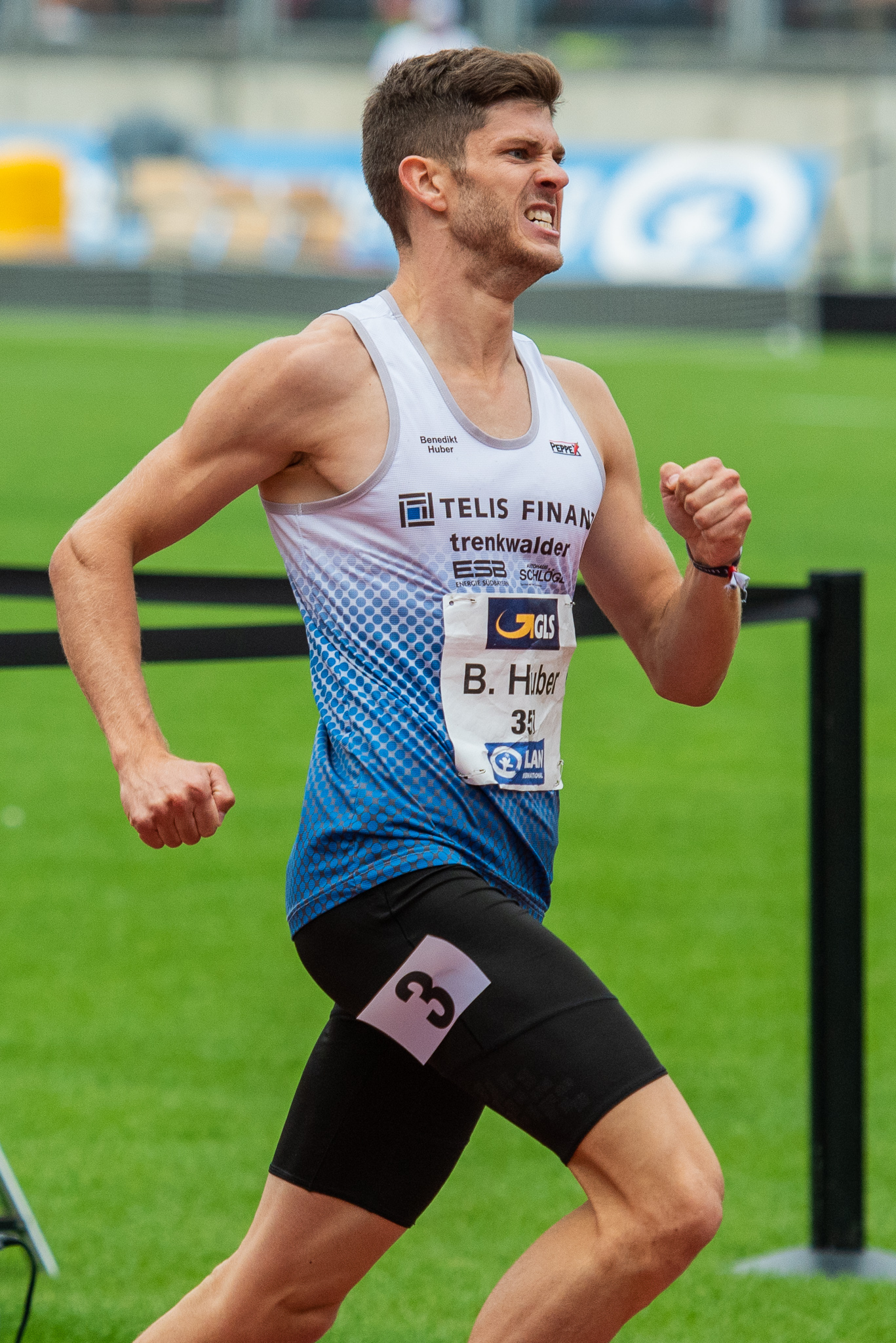
Benedikt Huber – Rang fünf
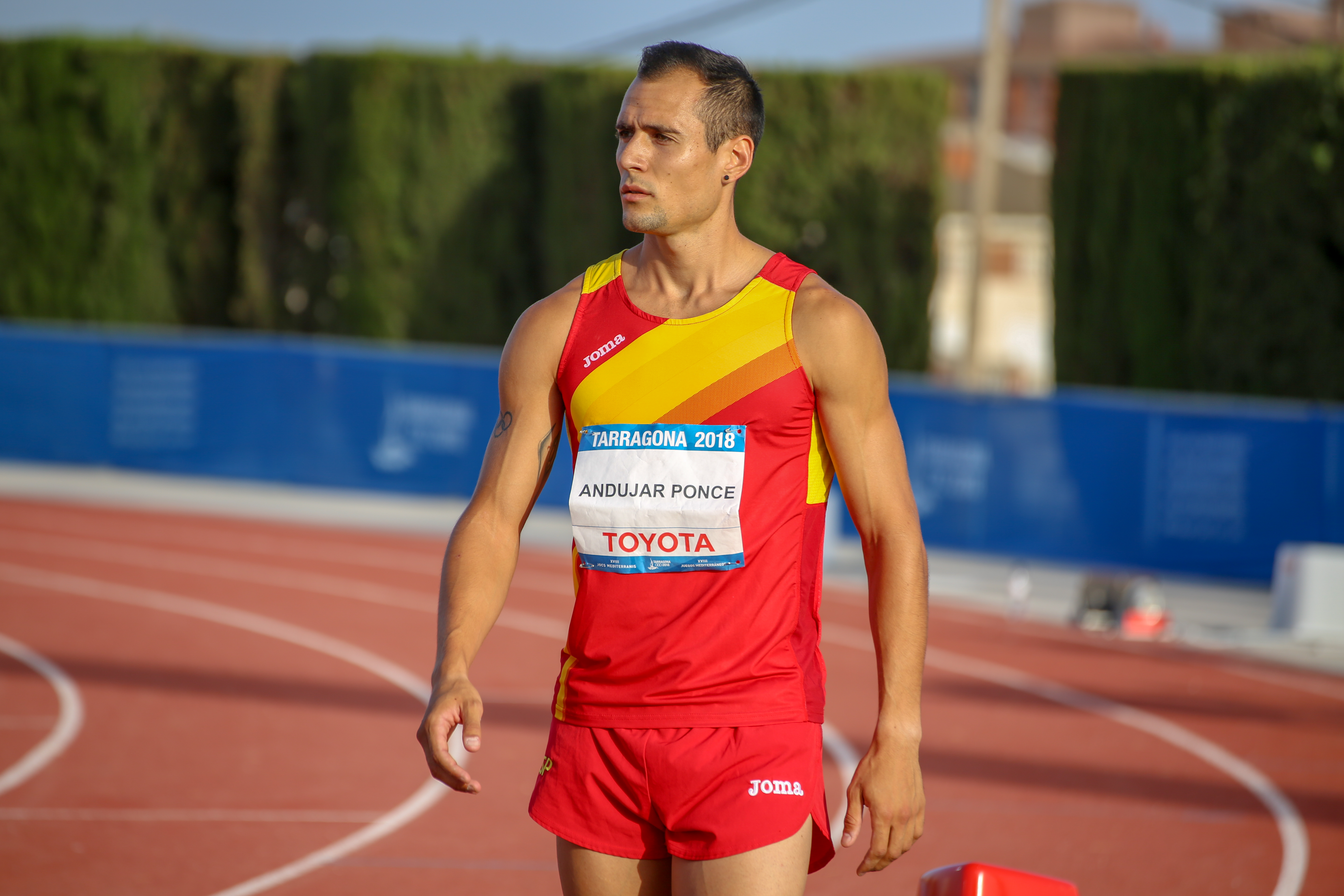
Daniel Andújar – Rang sechs
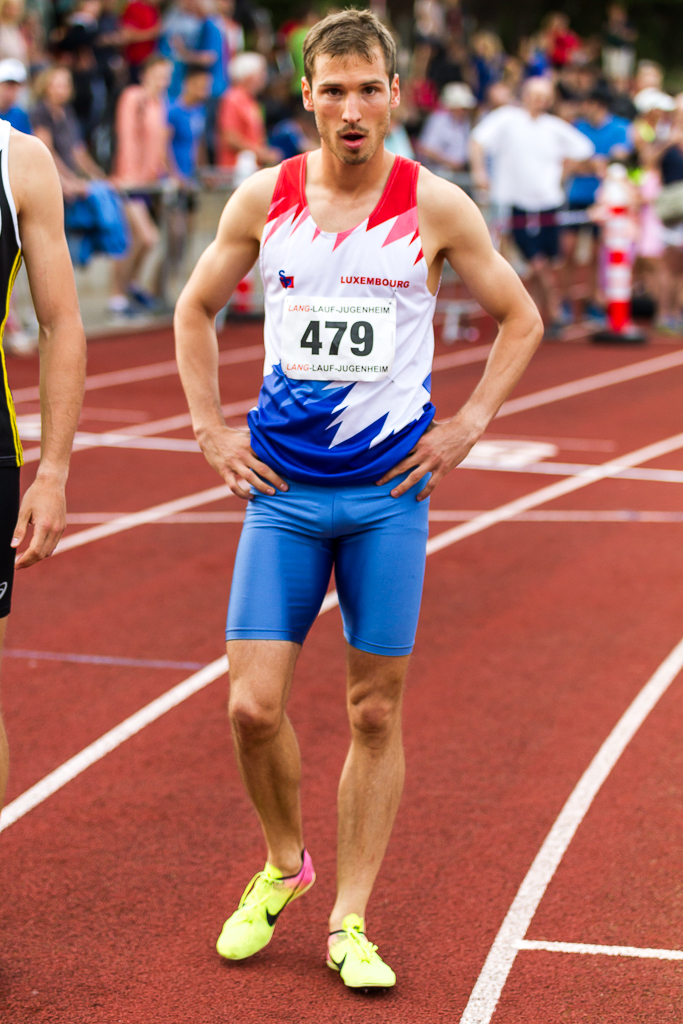
Charles Grethen – Rang acht

## Finale

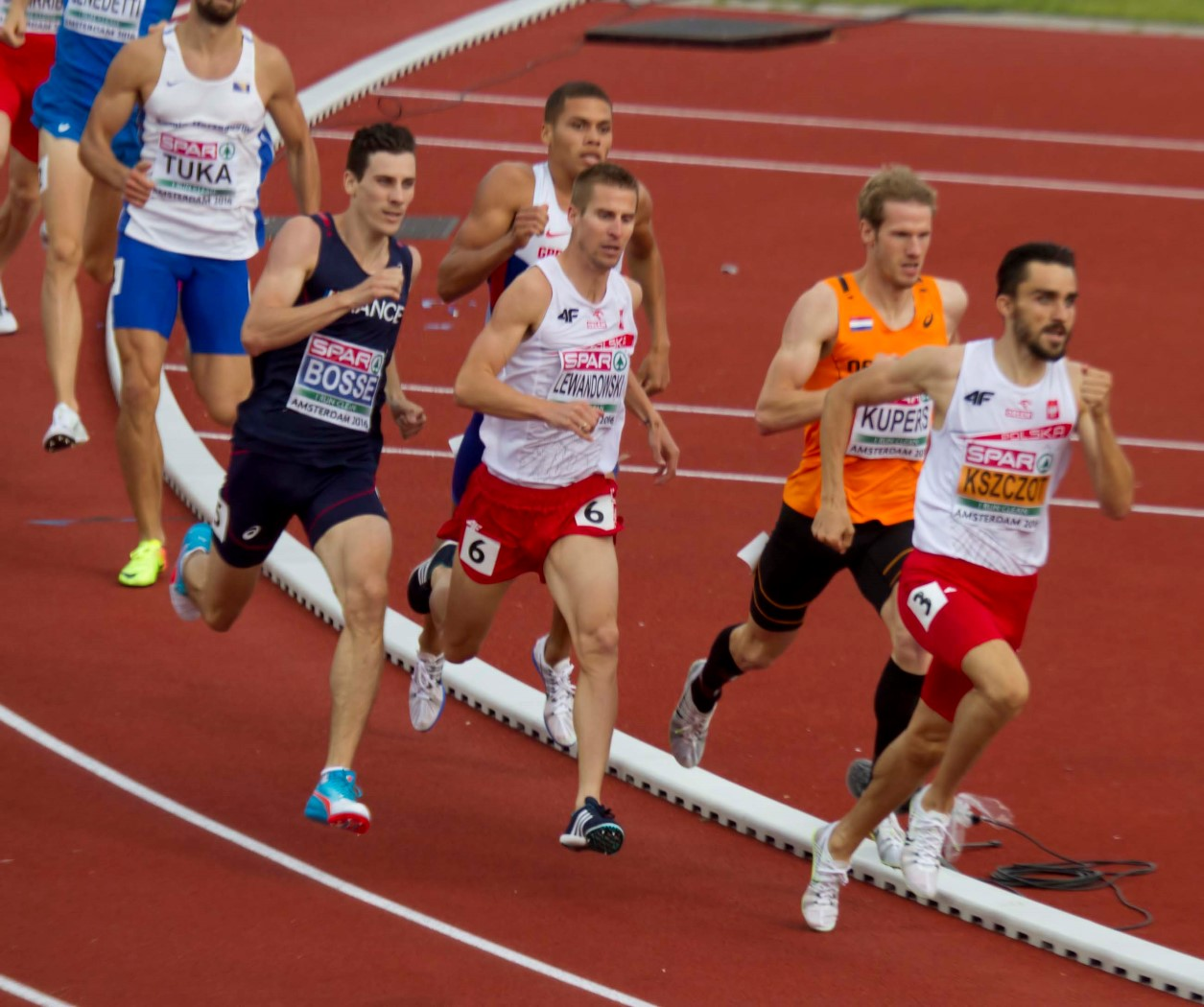
800-Meter-Finale

10. Juli 2016, 18:30 Uhr
| Platz | Name                  | Nation                  | Zeit (min) |
| ----- | --------------------- | ----------------------- | ---------- |
| 1     | Adam Kszczot          | Polen                   | 1:45,18    |
| 2     | Marcin Lewandowski    | Polen                   | 1:45,54    |
| 3     | Elliot Giles          | Großbritannien          | 1:45,54    |
| 4     | Amel Tuka             | Bosnien und Herzegowina | 1:45,74    |
| 5     | Pierre-Ambroise Bosse | Frankreich              | 1:45,79    |
| 6     | Thijmen Kupers        | Niederlande             | 1:46,67    |
| 7     | Álvaro de Arriba      | Spanien                 | 1:47,58    |
| 8     | Giordano Benedetti    | Italien                 | 1:47,64    |

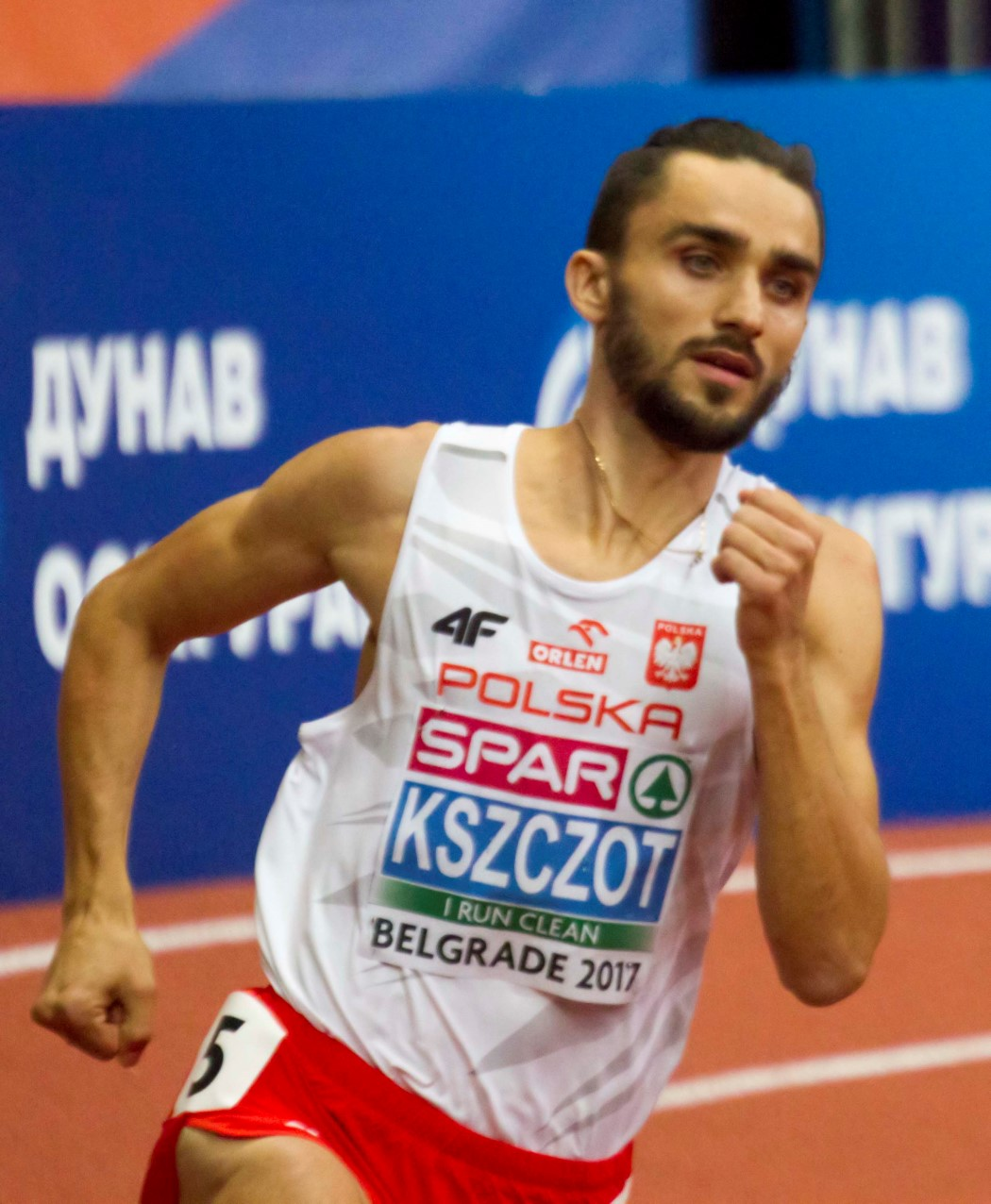
Europameister Adam Kszczot – Titelverteidiger und Vizeweltmeister von 2015
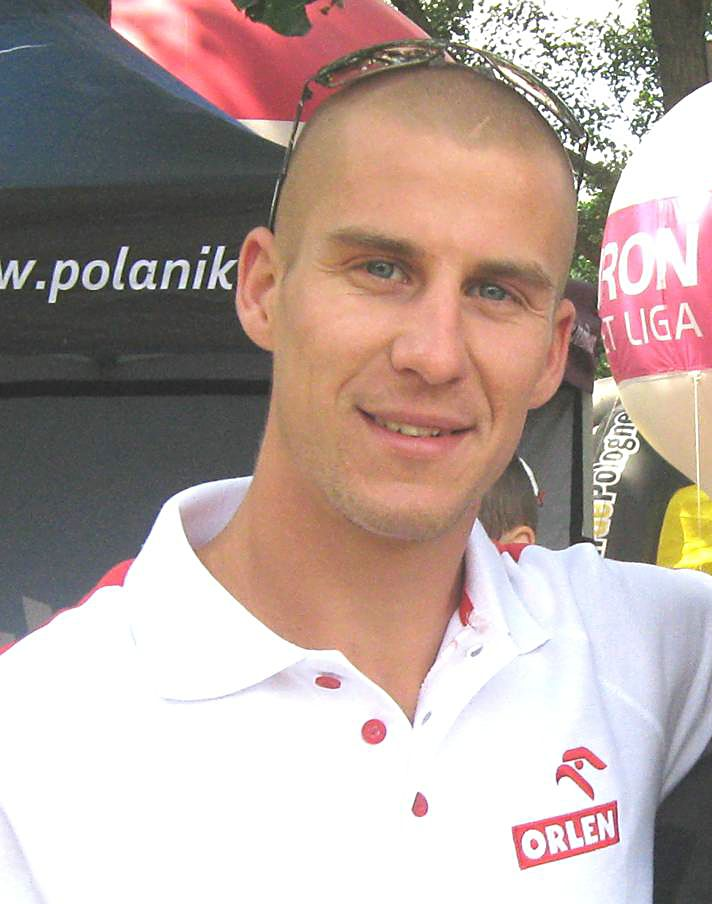
Marcin Lewandowski, Sieger von 2010, wurde Vizeeuropameister
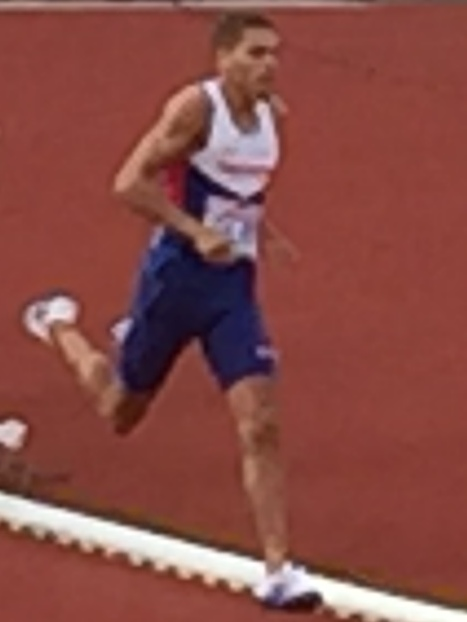
Bronzemedaillengewinner Elliot Giles
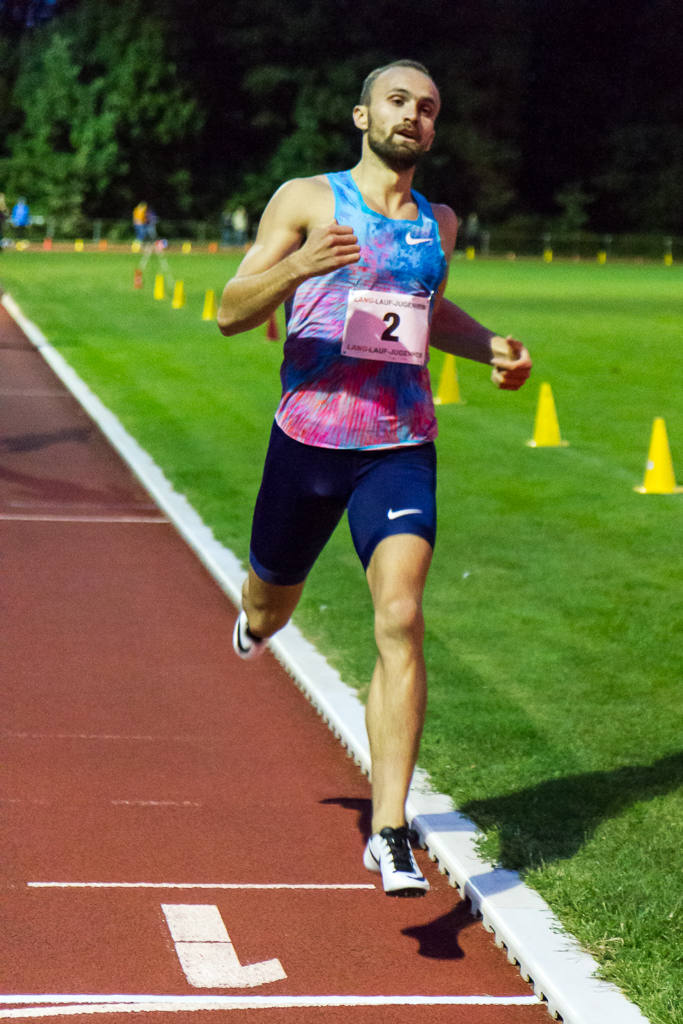
Der viertplatzierte Amel Tuka

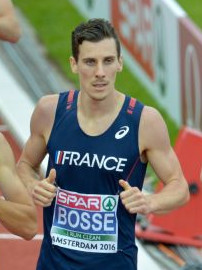
Pierre-Ambroise Bosse belegte Rang fünf – im Jahr darauf wurde er Weltmeister
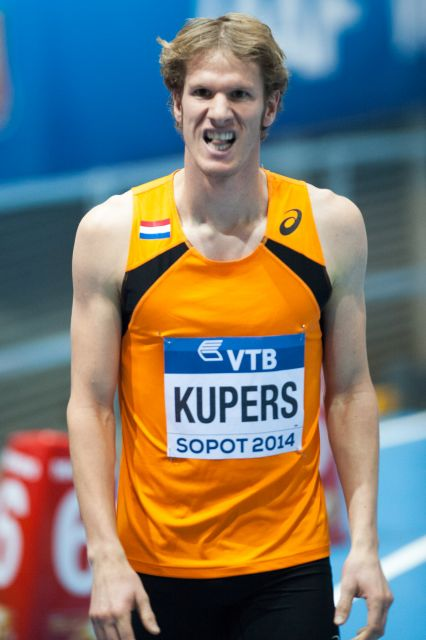
Thijmen Kupers wurde Sechster
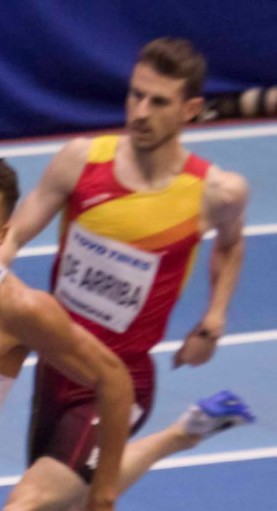
Álvaro de Arriba erreichte Platz sieben
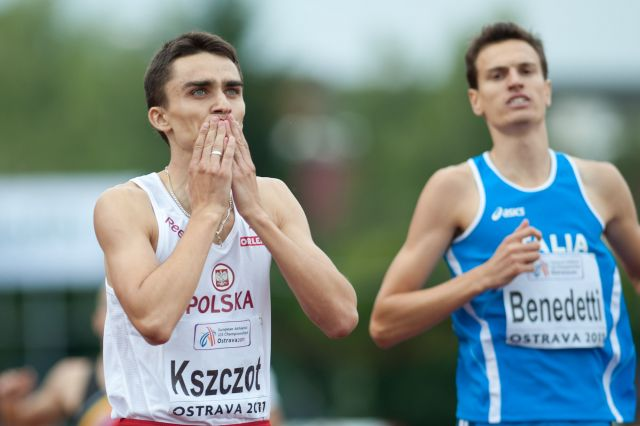
Rang acht für Giordano Benedett (rechts)

## Videolink
- 800m Men's Final - European Athletics Championships 2016 FULL HD, youtube.com, abgerufen am 18. März 2023